# Ханджян, Григор Сепухович
Григор Сепухович Ханджя́н (арм. Գրիգոր Սեպուհի Խանջյան, 29 ноября 1926, Ереван, СССР — 19 апреля 2000, там же, Армения) — советский, армянский художник-живописец, график. Народный художник СССР (1983). Лауреат Государственной премии СССР (1969).

## Биография
Родился 29 ноября 1926 года в Ереване.
В 1945 году окончил Ереванское художественное училище имени Ф. Терлемезяна. В 1945—1951 годах учился в Ереванском художественном институте у А. В. Бекаряна, Э. А. Исабекяна.
Художественную карьеру начинал как живописец. Участник художественных выставок с 1951 года.
С середины 1970-х годов главным жанром творчества художника становится натюрморт.
Член Союза художников СССР с 1953 года. В 1963 году избран членом правления СХ СССР (1963). Член правления Союза художников Армянской ССР.
Академик АХ СССР (1973; член-корреспондент с 1962).
Академик АН Армянской ССР (1990; член-корреспондент с 1982)
Народный депутат СССР (1989—1991). Член Президиума Верховного Совета Армянской ССР, депутат IX созыва Верховного Совета Армянской ССР (1975).
Скончался 19 апреля 2000 года в Ереване. Похоронен на Тохмахском кладбище.

## Творчество
Один из мастеров изобразительного искусства Армении. Его первые живописные произведения и иллюстрации для книг армянских писателей и поэтов показали склонность художника к лиризму и любовь к продуманной детализации изображения. В более поздних работах история Армении оказывается в центре внимания его творчества.
Известен как живописец, книжный иллюстратор и дизайнер крупномасштабных гобеленов на историческую тематику. Воплощая в своем творчестве лучшие традиции армянского искусства, художник адресует свои работы многонациональной зрительской аудитории.
Автор преимущественно жанрово-пейзажных картин и проникнутых драматизмом, построенных на резких светотеневых контрастах иллюстраций и графических серий на темы из жизни армянского народа.
Автор серий графических листов «Годы из истории моего народа» (1970. Линогравюра), «Испания» (1970) и «Мир сегодня» (1972. Б., кость жжёная).
Иллюстрировал роман «Раны Армении» (1959) Хачатура Абовяна, поэмы «Несмолкаемая колокольня» (1968) Паруйра Севака и «Баллада о рыбаке» Г. Эмина (1969). Создал эскизы для гобеленов на историческую тему: «Вардананк» и «Армянский Алфавит» (1981).
Эскизы художника для гобеленов также посвящены событиям армянской истории. Таковы сцены сражения с персами 451 года, возглавляемого Варданом Мамиконяном; и создание армянского алфавита Месропом Маштоцем в 405 году. Третья часть монументального триптиха называется «Возрождение» представляет историю Армении после 1918 года. Триптих хранится в Центре Искусств Гафесчяна.

## Награды и звания

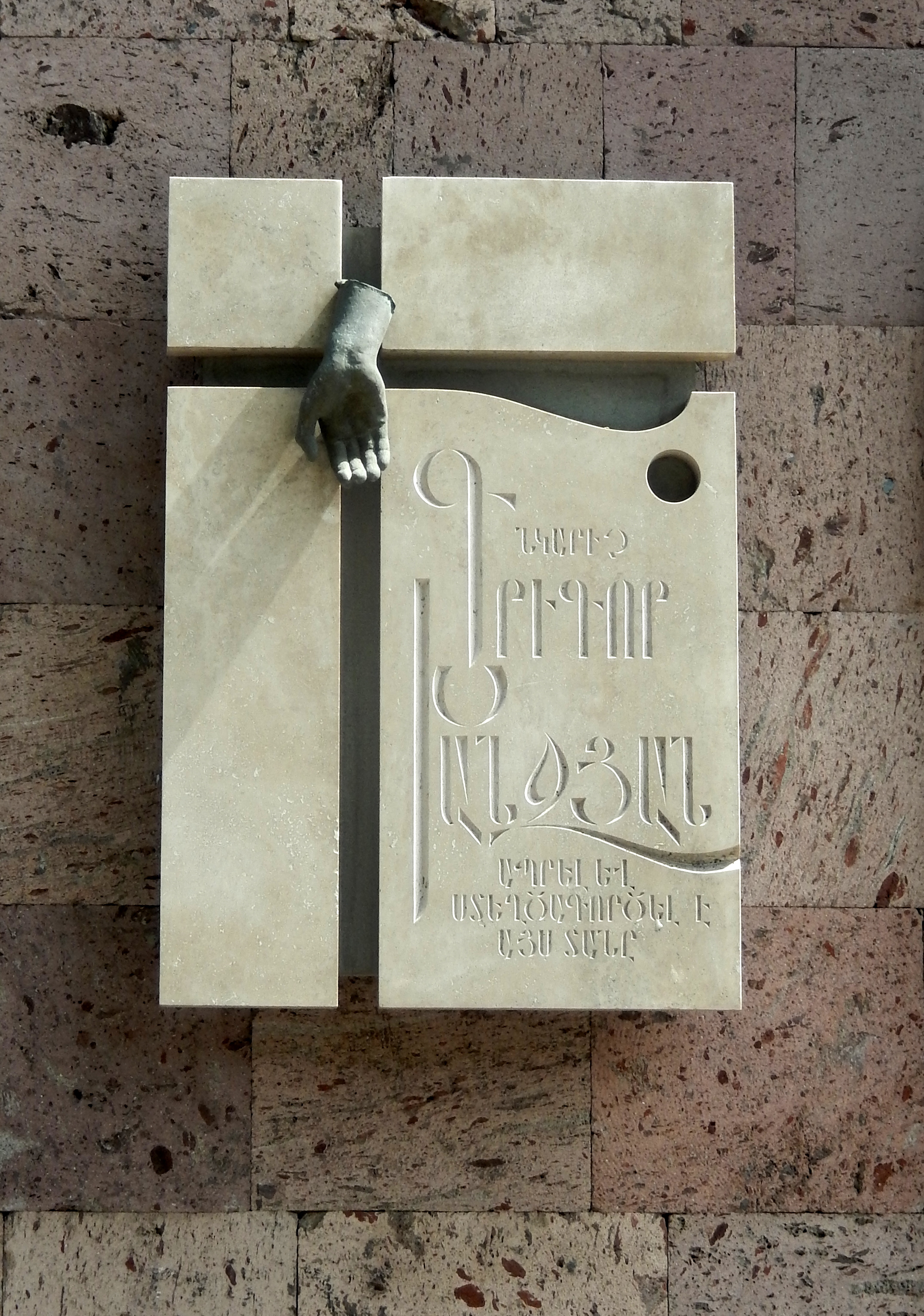
Мемориальная доска на доме в Ереване, где жил Григор Ханджян (ул. Киевян, 24)

- Заслуженный деятель искусств Армянской ССР (1962)
- Народный художник Армянской ССР (1967)
- Народный художник СССР (1983)
- Государственная премия СССР (1969) — за иллюстрации и оформление книги П. Р. Севака «Несмолкающая колокольня» (1953—1965)
- Государственная премия Армянской ССР (1983)
- Орден Трудового Красного Знамени (1976)
- Орден «Знак Почёта» (1956)
- Серебряная медаль Академии художеств СССР и диплом «50 лучших книг Советского Союза 1959 года» (1960) — за иллюстрации к роману Х. Абовяна «Раны Армении» (1958)
- Золотая медаль Министерства культуры СССР (1958) — за картину «На берегу Севана» (1957)[2]
- Бронзовая медаль Всемирной выставки изобразительных искусств в Брюсселе (1958)
- Бронзовая медаль VI Всемирного фестиваля молодёжи и студентов в Москве (1957)
- Почётный гражданин Еревана (1986)